# Cassiel Ato Forson
Cassiel Ato Forson de son nom complet Cassiel Ato Baah Forson, né le 5 août 1978 à Ajumako Bisease (en) (Ghana) est un homme politique ghanéen, ministre des Finances depuis janvier 2025 et membre du Parlement depuis 2009. 
Il a successivement été parlementaire aux cinquième, sixième, septième, huitième puis au neuvième Parlement de la quatrième République du Ghana, en tant que représentant de la circonscription d’Ajumako-Enyan-Essiam, élu sous l’étiquette du Congrès national démocratique (NDC).
De mars 2013 à janvier 2017, il occupe le poste de vice-ministre des Finances. Le 9 janvier 2025, il est nommé ministre des Finances par le président ghanéen John Dramani Mahama. Il prend ses fonctions le 22 janvier 2025.

## Jeunesse et éducation
Cassiel Ato Forson naît le 5 août 1978 à Ajumako Bisease, dans la région du Centre au Ghana. Il fait ses études primaires à l'école primaire Bethel Hill D/A à Ajumako Bisease, où il réussit un examen d'entrée commun en Basic 6 pour intégrer l'école secondaire[source secondaire souhaitée]. Il fréquente ensuite l'école secondaire de Bisease pour ses niveaux GCE O puis intègre successivement la South Bank University de Londres où il obtient un diplôme de comptabilité (son premier diplôme) en 2003, l'université d'Oxford où il décroche un master en fiscalité et l'université des sciences et technologies Kwame Nkrumah (KNUST) où il reçoit un master d'économie ainsi qu'un doctorat en commerce et gestion (option finance) en septembre 2020 ,,.
Il est membre de l'Institut des comptables agréés du Ghana et membre du Chartered Institute of Taxation (en)[source secondaire souhaitée].

## Carrière
Cassiel Ato Forson est un législateur, un économiste fiscal, un expert-comptable, un fiscaliste et un entrepreneur ghanéen, dont l'expérience professionnelle s'étend sur deux décennies, à la fois dans le secteur privé et public,,. 
Il est directeur général de l'entreprise Forson Contracts Limited, de sa création le 6 mai 2005 jusqu'à sa dissolution le 10 octobre 2012. Il occupe aussi le poste de directeur général d'Omega Africa Holding Limited jusqu'à nomination en tant que vice-ministre des Finances en mars 2013[source secondaire souhaitée].

## Politique
Casiel Ato Forson est membre du Congrès national démocratique (NDC). Il est député du NDC pour la circonscription d'Ajumako-Enyan-Esiam depuis 2009,. Actuellement, il est le chef de la minorité,.

### Élections de 2008
Lors des élections législatives ghanéennes de 2008, il se présente comme candidat du NDC dans le district d'Ajumako-Enyan-Essiam et est élu, recueillant 18 593 voix (51,66 % des suffrages exprimés) et battant ainsi les quatre autres candidats : William Kow Arthur-Baiden (NPP) ; Alex Arthur (indépendant) ; Rexford Mensah (CPP) et Evans Addo-Nkum (DFP).

### Élections de 2012
Toujours sur la bannière du NDC, il se présente aux élections législatives ghanéennes de 2012 et parvient à conserver son mandat de parlementaire, récoltant 24 752 voix (52,67 % des suffrages exprimés) et battant les quatre autres candidats : Samuel Aggrey Forson (indépendant) ; Jerry Henry Quansah (CPP) ; Jerry Henry Quansah (Progressive People's Party (Ghana) (en)) et Festus Beedu - Turkson (NPP).

### Élections de 2016
Il se présente à nouveau lors des élections législatives ghanéennes de 2016 et parvient à conserver son siège pour un troisième mandat, recevant 25 601 voix (53,55 % des suffrages exprimés) et battant ainsi les quatre autres candidats : Ransford Emmanuel Kwesi Nyarko (NPP) ; Jerry Henry Quansah (PPP) ;  Sarah Mensah (NDC) et Monica Daapong (CPP).

### Élections de 2020
Lors des élections législatives ghanéennes de 2020, il arrive à nouveau à conserver son siège parlementaire, recueillant avec 39 229 voix (58,105 % des suffrages exprimés) et battant les deux autres candidats : Etuaful Rashid Kwesi (NPP) qui a récolté 28 229 voix (41,8 % des suffrages exprimés) et Samuel Akombisa (NDP) qui a obtenu 117 voix (0,17 % des suffrages exprimés).

### Élections de 2024
Le 9 janvier 2025, le président ghanéen, John Dramani Mahama, le nomme ministre des Finances du Ghana. 
Casiel Ato Forson n’est pas un inconnu au ministère des Finances, ayant occupé le poste de vice-ministre des Finances de mars 2013 à janvier 2017 sous l’administration de Mahama. Durant son mandat, il a joué un rôle déterminant dans la gestion des politiques budgétaires du Ghana, la négociation d'accords financiers clés et la supervision d'initiatives économiques visant à renforcer la santé financière du pays[source secondaire souhaitée].
Sa nomination témoigne de l’intention du gouvernement de répondre rapidement au mécontentement croissant, en stimulant l'économie et en créant des emplois.

### Vice-ministre des finances
En mars 2013, il est nommé vice-ministre des Finances sous le premier mandat de Mahama et devient ainsi membre de l’équipe de gestion économique du Ghana. 
Durant cette période, il siège également dans plusieurs conseils d'administration, parmi lesquels ceux de la banque du Ghana et du Ghana Cocoa Board, et est gouverneur suppléant du Ghana au Fonds monétaire international (FMI) et à la Banque mondiale. Son expertise est également mise en lumière lorsqu'il préside le comité chargé de mettre en œuvre les réformes du système intégré d'information sur la gestion financière du Ghana (GIFMIS).

### Comités
Forson est un membre de haut rang du Comité des finances, membre du Comité de la Chambre, membre du Comité des affaires étrangères et également membre du Comité de sélection, du Comité spécial du budget et du Comité de la Chambre.

## Vie personnelle
Cassiel Ato Forson est de confession chrétienne. Il est marié et a deux enfants.

## Controverse
En janvier 2022, il comparait aux côtés de deux autres accusés devant un tribunal, poursuivi par le Bureau du procureur général pour « complicité de causer volontairement des pertes financières à l’État et de violation de la loi sur les marchés publics », à la suite de l'achat de 200 ambulances entre 2014 et 2016,,. 
Au tribunal, les avocats de Forson ont déclaré que leur client n'avait pas de dossier à défendre. Cependant, en mars 2023, la Haute Cour d'Accra, où l'affaire était entendue, a ordonné à Ato Forson de se défendre. Forson et ses avocats n'ont pas bien accueilli la décision et ont fait appel devant la Cour d'appel (en).
En juillet 2024, la Cour d'appel n'a pas annulé la décision de la Haute Cour permettant à Forson et aux deux autres de se défendre, elle les a également acquittés et libérés de toutes les accusations.